# Rajd Monte Carlo 2011
Rezultaty Rajdu Monte Carlo (79ème Rallye Automobile de Monte-Carlo), eliminacji Intercontinental Rally Challenge w 2011 roku, który odbył się w dniach 19 stycznia - 22 stycznia. Była to pierwsza runda IRC w tamtym roku oraz pierwsza asfaltowa. Bazą rajdu było miasto Monte Carlo. Zwycięzcami rajdu została francuska załoga Bryan Bouffier i Xavier Panseri jadąca Peugeotem 207 S2000. Wyprzedzili oni Belgów Freddy'ego Loixa i Frédérica Miclotte'a w Škodzie Fabii S2000 oraz Brytyjczyków Guya Wilksa i Phila Pugha w Peugeocie 207 S2000.
Z rajdu odpadło kilku czołowych zawodników. Były mistrz świata, Norweg Petter Solberg, jadący Peugeotem 207 S2000 ukończył wszystkie odcinki specjalne zajmując 7. miejsce, jednak nie dojechał do mety rajdu w wyniku awarii alternatora. Na 2. odcinku specjalnym odpadł również jego brat, Henning Solberg w Fordzie Fieście S2000, a także rodak, Andreas Mikkelsen w Škodzie Fabii S2000. Obaj mieli awarię zawieszenia w swoich samochodach. Na 4. oesie wypadek miał Portugalczyk Bruno Magalhães w Peugeocie 207 S2000. Na 2. oesie wycofał się Szwed Per-Gunnar Andersson w Protonie Satrii Neo S2000, który miał awarię zawieszenia. Z kolei na 1. oesie z powodu wypadków odpadli Belg Thierry Neuville w Peugeocie 207 S2000 i Australijczyk Chris Atkinson w Protonie Satrii Neo S2000.

## Klasyfikacja ostateczna
| Miejsce                  | Zawodnik                 | Pilot                    | Samochód                 | Czas                     | Strata                   | Punkty                   |
| IRC (punktowane pozycje) | IRC (punktowane pozycje) | IRC (punktowane pozycje) | IRC (punktowane pozycje) | IRC (punktowane pozycje) | IRC (punktowane pozycje) | IRC (punktowane pozycje) |
| ------------------------ | ------------------------ | ------------------------ | ------------------------ | ------------------------ | ------------------------ | ------------------------ |
| 1.                       | Bryan Bouffier           | Xavier Panseri           | Peugeot 207 S2000        | 3:32:55.6                |                          | 25                       |
| 2.                       | Freddy Loix              | Frédéric Miclotte        | Škoda Fabia S2000        | 3:33:28.1                | +32.5                    | 18                       |
| 3.                       | Guy Wilks                | Phil Pugh                | Peugeot 207 S2000        | 3:34:15.3                | +1:19.7                  | 15                       |
| 4.                       | Stéphane Sarrazin        | Jacques-Julien Renucci   | Peugeot 207 S2000        | 3:34:17.5                | +1:21.9                  | 12                       |
| 5.                       | François Delecour        | Dominique Savignoni      | Peugeot 207 S2000        | 3:34:18.0                | +1:22.4                  | 10                       |
| 6.                       | Juho Hänninen            | Mikko Markkula           | Škoda Fabia S2000        | 3:34:24.9                | +1:29.3                  | 8                        |
| 7.                       | Nicolas Vouilloz         | Benjamin Veillas         | Škoda Fabia S2000        | 3:37:43.4                | +4:47.8                  | 6                        |
| 8.                       | Jan Kopecký              | Petr Starý               | Škoda Fabia S2000        | 3:40:41.5                | +7:45.9                  | 4                        |
| 9.                       | Giandomenico Basso       | Mitia Dotta              | Peugeot 207 S2000        | 3:41:41.6                | +8:46.0                  | 2                        |
| 10.                      | Toni Gardemeister        | Tomi Tuominen            | Peugeot 207 S2000        | 3:42:04.6                | +9:09.9                  | 1                        |

## Zwycięzcy odcinków specjalnych
| Dzień      | Odcinek | G. rozp. | Nazwa                                       | Długość  | Zwycięzca          | Czas    | Lider rajdu       |
| ---------- | ------- | -------- | ------------------------------------------- | -------- | ------------------ | ------- | ----------------- |
| 1 (19 STY) | SS1     | 10:05    | Le Moulinon – Antraigues                    | 36.87 km | Stéphane Sarrazin  | 23:35.6 | Stéphane Sarrazin |
| 1 (19 STY) | SS2     | 11:40    | Burzet – St Martial                         | 41.06 km | Juho Hänninen      | 22:39.6 | Juho Hänninen     |
| 1 (19 STY) | SS3     | 14:11    | St-Bonnet-le-Froid – St-Bonnet-le-Froid 1   | 25.22 km | Juho Hänninen      | 12:40.0 | Juho Hänninen     |
| 1 (19 STY) | SS4     | 16:20    | St-Bonnet-le-Froid – St-Bonnet-le-Froid 2   | 25.22 km | Freddy Loix        | 12:37.2 | Juho Hänninen     |
| 2 (20 STY) | SS5     | 12:23    | St-Jean-en-Royans – Font d'Urle 1           | 23.05 km | Juho Hänninen      | 11:51.0 | Juho Hänninen     |
| 2 (20 STY) | SS6     | 13:04    | Cimetiere de Vassieux – Col de Gaudissart 2 | 24.13 km | Bryan Bouffier     | 12:50.0 | Juho Hänninen     |
| 2 (20 STY) | SS7     | 16:07    | St-Jean-en-Royans – Font d'Urle 2           | 23.05 km | Bryan Bouffier     | 14:57.1 | Bryan Bouffier    |
| 2 (20 STY) | SS8     | 16:48    | Cimetiere de Vassieux – Col de Gaudissart 2 | 24.13 km | François Delecour  | 21:16.7 | Bryan Bouffier    |
| 3 (21 STY) | SS9     | 09:08    | Montauban-sur-l'Ouvèze – Eygalayes          | 29.89 km | Stéphane Sarrazin  | 17:45.3 | Bryan Bouffier    |
| 3 (21 STY) | SS10    | 19:15    | Moulinet – La Bollène Vésubie 1             | 23.41 km | Nicolas Vouilloz   | 16:24.6 | Bryan Bouffier    |
| 3 (21 STY) | SS11    | 19:58    | Lantosque – Lucéram 1                       | 18.81 km | Giandomenico Basso | 13:28.2 | Bryan Bouffier    |
| 3 (21 STY) | SS12    | 23:25    | Moulinet – La Bollène Vésubie               | 23.41 km | Stéphane Sarrazin  | 16:08.8 | Bryan Bouffier    |
| 4 (22 STY) | SS13    | 00:08    | Lantosque – Lucéram 2                       | 18.81 km | Stéphane Sarrazin  | 13:08.9 | Bryan Bouffier    |